# Черёмушка (приток Журавлихи)
Черёмушка — река в России, протекает по Большечерниговскому и Большеглушицкому районам Самарской области. Устье реки находится в 7,8 км по правому берегу реки Журавлиха. Длина реки составляет 10 км, площадь водосборного бассейна — 74,1 км².

## Данные водного реестра
По данным государственного водного реестра России относится к Нижневолжскому бассейновому округу, водохозяйственный участок реки — Большой Иргиз от истока до Сулакского гидроузла. Речной бассейн реки — Волга от верхнего Куйбышевского водохранилища до впадения в Каспий.
Код объекта в государственном водном реестре — 11010001612112100009643.